# (34723) 2001 QV14
2001 QV14 (asteroide 34723) é um asteroide da cintura principal. Possui uma excentricidade de 0.09097780 e uma inclinação de 6.81145º.
Este asteroide foi descoberto no dia 16 de agosto de 2001 por LINEAR em Socorro.